# Rodolphe von Berg
Rodolphe von Berg né le 4 octobre 1993 est un triathlète professionnel américain, multiple vainqueur sur triathlon Ironman 70.3.

## Biographie

### Jeunesse
Rodolphe von Berg né aux États-Unis, grandit à Grasse en France de l'âge de deux semaines à ses dix-neuf ans, pour retourner ensuite dans son pays de naissance. Son père, pionnier du triathlon dans son pays, la Belgique, et ancien pro en 1986, poursuit toujours sa passion en groupes d'âge à l'Ironman d'Hawaïet en Ironman70.3. Il s'appelle aussi Rodolphe. Sa mère, Angela, a la double nationalité, italienne et américaine. Rodolphe junior, a commencé le triathlon dès l'âge de dix ans, il est d'abord sélectionné dans les équipes d'Italie jeunes et élites avant de choisir de concourir pour les États-Unis en 2014.

### Carrière en triathlon
Rodolphe von Berg est double champion d'Europe Ironman 70.3 remportés à Elseneur au Danemark en 2018 et 2019, double champion d'Amérique du Sud d'Ironman 70.3 à Buenos Aires en 2018 et 2019 et champion d'Amérique du Nord Ironman 70.3 à St-George en 2019. Il prend la troisième place des championnats du monde d'Ironman 70.3 2019 à Nice derrière Gustav Iden et Alistair Brownlee

### Vie privée
Rodolphe von Berg obtient le Baccalauréat au lycée Fénelon à Grasse à l'âge de 18 ans, avant de s'entraîner cinq mois en Australie avec les triathlètes de Brisbane. Il part ensuite, en 2013, à l'Université du Colorado à Boulder où il obtient un diplôme en commerce et marketing en 2017. Elle est une triathlète groupe d'âge dans les différentes épreuves Ironman 70.3. Son frère aîné, Maximilien, 33 ans, participe également en groupe d'âges à des triathlons Ironman 70.3.

## Palmarès
Le tableau présente les résultats les plus significatifs (podium) obtenus sur le circuit international de triathlon depuis 2015.
| Année | Compétition                       | Pays       | Position           | Temps           |
| ----- | --------------------------------- | ---------- | ------------------ | --------------- |
| 2020  | Ironman 70.3 Sables d'Olonne      | France     | Médaille d'or      | 3 h 44 min 12 s |
| 2019  | Ironman 70.3 Buenos Aires         | Argentine  | Médaille d'or      | 3 h 37 min 38 s |
| 2019  | Championnat du monde Ironman 70.3 | France     | Médaille de bronze | 3 h 56 min 45 s |
| 2019  | Ironman 70.3 Championnat d'Europe | Danemark   | Médaille d'or      | 3 h 40 min 22 s |
| 2019  | Ironman 70.3 St. George           | États-Unis | Médaille d'or      | 3 h 49 min 10 s |
| 2018  | Ironman 70.3 Championnat d'Europe | Danemark   | Médaille d'or      | 3 h 40 min 22 s |
| 2018  | Ironman 70.3 Nice                 | France     | Médaille d'or      | 4 h 9 min 50 s  |
| 2018  | Ironman 70.3 Buenos Aires         | Argentine  | Médaille d'or      | 3 h 46 min 16 s |
| 2015  | Challenge San Gil Querétaro       | Mexique    | Médaille d'or      | 4 h 2 min 35 s  |